# Fire Emblem: Radiant Dawn
Fire Emblem: Radiant Dawn (ファイアーエムブレム 暁の女神, Fire Emblem: Akatsuki no Megami) é um jogo eletrônico de RPG de estratégia desenvolvido pela Intelligent Systems e publicado pela Nintendo para o Wii. É a continuação direta de Fire Emblem: Path of Radiance, acontecendo três anos após o final deste.[carece de fontes?]

## Jogabilidade
Radiant Dawn mantêm a jogabilidade de Fire Emblem: Path of Radiance. Todos os personagens jogáveis desse são jogáveis na sequência, exceto o berserker Largo.

## Enredo
O jogo é dividido em quatro partes. A Parte 1 conta a história da Dawn Brigade, uma equipe de personagens inéditos (Micaiah, Nolan, Edward e Leonardo) que, juntamente com o já conhecido Sothe, lutam para liberar o reino de Daein do comando abusivo de Begnion e levar o príncipe Pelleas à capital para que se torne o rei. Durante a Parte 2, Elincia, Lucia, Geoffrey, Marcia, Haar, Leanne e outros lutam contra uma rebelião que deseja tirar Elincia do governo de Crimea. Na Parte 3, Ranulf informa a Ike que a Aliança dos Laguz (formada por Gallia, Kilvas e Phoenicis) começou uma guerra contra Begnion, e os Mercenários de Greil decidem ajudá-los. Na Parte , os grupos se unem para salvar o continente de ser obliterado. [carece de fontes?]